# Čang Ťün (diplomat)
Čang Ťün (čínsky znaky zjednodušené 张军; 15. srpna 1960 Čchang-čchun) je čínský diplomat, který od 30. července 2019 působí jako stálý zástupce Číny při OSN. V letech 2007–2012 byl mimořádným a zplnomocněným velvyslancem Číny v Nizozemském království a stálým zástupcem při Organizaci pro zákaz chemických zbraní. Z titulu rotacniho predsednictvi v Rade bezpečnosti OSN, predsedal tomuto organu v březnu 2020, kvetnu 2021 a srpnu 2022.

## Životopis
Narodil se v roce 1960 v Čchang-čchunu v provincii Ťi-lin. Získal titul Bachelor of Laws na Ťilinské univerzitě v Číně a titul Master of Laws z mezinárodního práva na University of Hull ve Spojeném království.
Dne 3. května 2021 prohlásil, že Čína podporuje všechny strany a frakce v Myanmaru, aby našly cestu k politickému urovnání sporů v ústavním a právním rámci a aby nadále podporovaly demokratickou transformaci Myanmaru.
V srpnu 2022 varoval, že Nancy Pelosi by neměla navštívit Tchaj-wan, a pohrozil: „Tato návštěva je provokativní, a pokud na ní [Pelosi] bude trvat, Čína přijme pevná a důrazná opatření na ochranu naší národní suverenity a územní celistvosti. Nikomu nedovolíme, aby tuto červenou linii překročil.“

## Osobní život
Je ženatý a má dceru.